# Dalton Holme
Dalton Holme est une paroisse civile du Yorkshire de l'Est, en Angleterre.